# T18 Boarhound
La T18 Boarhound era una autoblindo prodotta, in piccoli numeri, negli Stati Uniti durante la seconda guerra mondiale. Venne impiegata dalle Forze Armate britanniche e non dall'U.S. Army.

## Storia
Nel luglio del 1941 venne emessa, da parte dell'U.S. Army Ordnance, una specifica per la realizzazione di una autoblindo pesante. Il prototipo di questo nuovo veicolo venne sviluppato dalla Yellow Cab nel 1942. Si trattava di una grande autoblindo con trazione 8 x 8 e con le quattro ruote anteriori sterzanti. Il peso, anche per lo spessore della corazzatura, era di 26 t, quasi simile a quello di un carro armato medio dell'epoca. L'armamento principale era costituito da un cannone da 37 mm montato in una torretta girevole e da una mitragliatrice coassiale dal 7,7 mm oltre ad una seconda mitragliatrice dello stesso calibro montata nello scafo. Quando divenne evidente che il calibro scelto per l'armamento principale era ormai insufficiente venne prodotta la T18E2, designata in Gran Bretagna Boarhound, armata con un cannone da 6 pounder (57 mm).
L'esercito statunitense non mostrò interesse verso questa autoblindo mentre quello britannico ne ordinò 2.500 esemplari. L'elevato costo di produzione e le scarse qualità fuoristrada della T18 portarono alla cancellazione dell'ordine dopo che ne erano stati prodotti solo 30 esemplari. La T18 non fu mai impiegata in combattimento. Un unico esemplare è conservato al museo dei mezzi corazzati di Bovington, Gran Bretagna.

## Versioni
- T18: versione originale dotata di cannone da 37 mm
- T18E1: Versione a 6 ruote il cui sviluppo venne però cancellato
- T18E2: Versione dotata di cannone da 6 Pounder (57 mm) e Browling cal. 50